# Dorfschule Sorsum

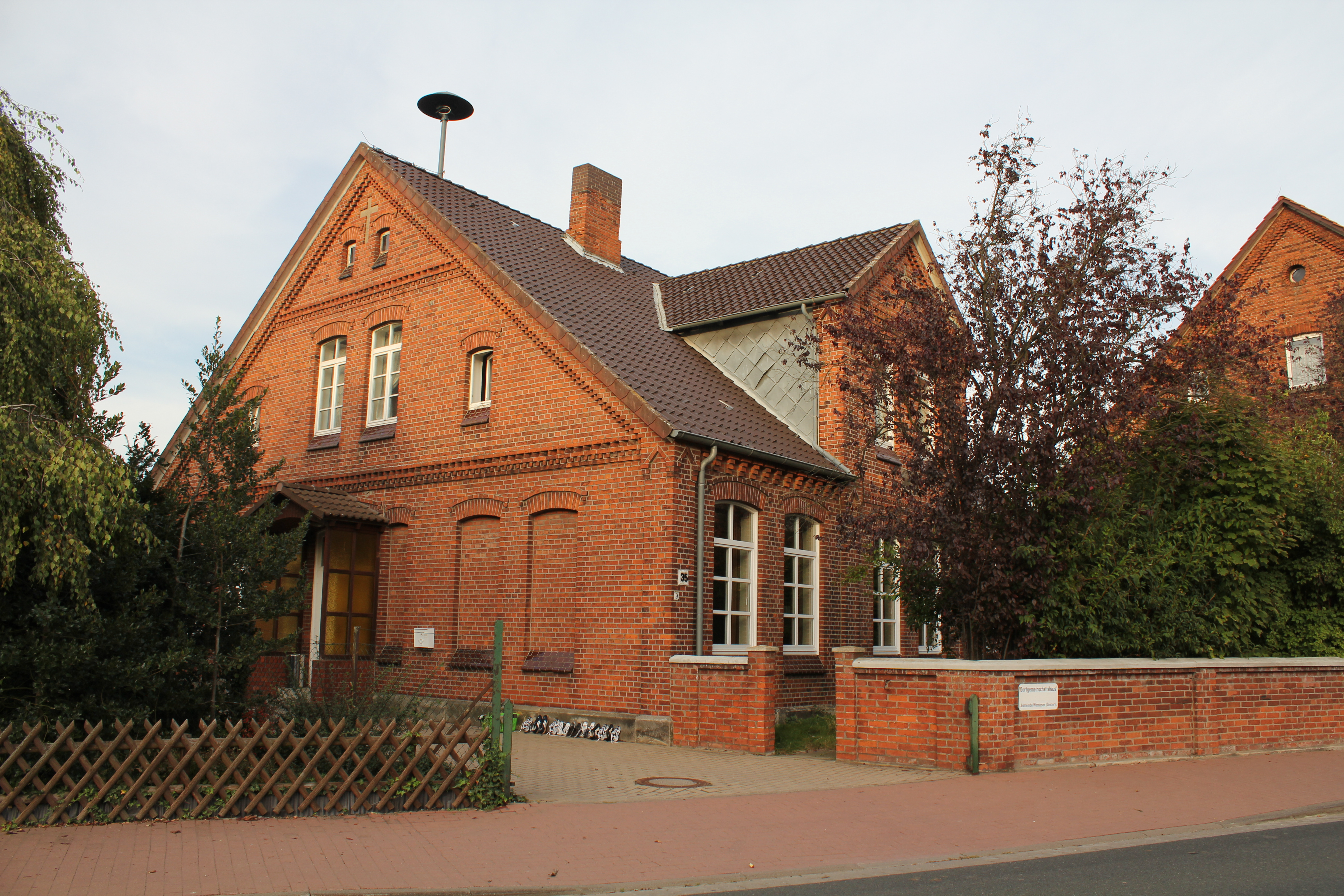
Ehemalige Dorfschule und heutiges Dorfgemeinschaftshaus

Die Dorfschule Sorsum ist ein Baudenkmal in der Gemeinde Wennigsen. Sie wird heute als Dorfgemeinschaftshaus für die Einwohner der Ortschaft Sorsum genutzt und steht im Eigentum der Gemeinde.
Es handelte sich um das dritte Schulgebäude der Ortschaft. Das erste wurde um 1680 herum errichtet und brannte 1720 ab. Um 1730 wurde es durch einen Fachwerkbau ersetzt. Das heutige Gebäude wurde 1891 / 1892 vom Maurermeister Seemann aus Wennigsen in ortstypischen rotem Klinker errichtet. Der dritte Schulbau war wegen des starken Wachstums der Ortschaft notwendig geworden und kostete die damalige Gemeinde 16001 Reichsmark.
Die Schule bestand aus einem großen Klassenraum und einer Lehrerwohnung. Bei Ausbruch des Zweiten Weltkrieges wurde der einzige Lehrer der Schule der benachbarten Gemeinde Lemmie zur Wehrmacht eingezogen und die Lemmier Schüler mussten die Sorsumer Schule besuchen. Bis zu 240 Kinder aus Sorsum und Lemmie wurden dort unterrichtet. Das Lemmier Schulhaus fiel 1943 einem Bombentreffer zum Opfer und Lemmie erhielt erst 1949 ein neues Schulgebäude.
1946 wurden zwei Hofzimmer der Sorsumer Lehrerwohnung zu einem weiteren Klassenraum umgebaut. Am 1. Dezember 1955 wurde die Schule geschlossen, seitdem besuchen Sorsumer Kinder die Schulen in Wennigsen. 1957 und 1958 folgten weitere Umbauten. Zwischen 1973 und 1979 war in dem Gebäude ein Kinderspielkreis untergebracht. Unter Ortsvorsteher Fritz Gevecke (Verfasser der Chronik des Dorfes Sorsum) wurde es zum Dorfgemeinschaftshaus umgebaut und wird bis heute als solches genutzt.

## Belege
1. ↑  Historischer Verein Lemmie: Ab 1677. Die Lemmier Schulen (Memento vom 30. Dezember 2014 im Internet Archive) (abgerufen am 13. Januar 2015)

Koordinaten: 52° 16′ 48,3″ N, 9° 36′ 48,4″ O